# Sphaeropoeus hercules
Sphaeropoeus hercules är en mångfotingart som beskrevs av Brandt 1833. Sphaeropoeus hercules ingår i släktet Sphaeropoeus och familjen Zephroniidae. Inga underarter finns listade i Catalogue of Life.